# Selinum kochii
Selinum kochii är en flockblommig växtart som beskrevs av Ernst Hans Ludwig Krause. Selinum kochii ingår i släktet krusfrön, och familjen flockblommiga växter. Inga underarter finns listade i Catalogue of Life.